# Boys Be...
Boys Be... (ボーイズ・ビー?, Bōizu Bī), scritto in lettere occidentali anche in Giappone come BOYS BE…, è un manga scritto da Masahiro Itabashi e disegnato da Hiroyuki Tamakoshi, pubblicato dal 1991 al 2001, con serie successive nel 2009 e nel 2012. Dal manga sono stati tratti un dorama di 13 episodi trasmesso nel 1998 ed un anime di altrettanti episodi trasmesso nel 2000.

## Personaggi
Kyoichi Kanzaki (神崎 恭一?, Kanzaki Kyōichi)
Doppiato da: Ken'ichi Suzumura (ed. giapponese), Patrizio Prata (ed. italiana)
È il protagonista, amico d'infanzia di Chiharu. Egli non riesce a confessarle i suoi sentimenti in tempo e riceve una delusione d'amore. Prova a ricominciare una nuova storia con la compagna di classe Shoko Sayama, ma è ancora innamorato di Chiharu.
Makoto Kurumizawa (胡桃沢 マコト?, Kurumizawa Makoto)
Doppiato da: Akira Ishida (ed. giapponese), Davide Lepore (ed. italiana)
Possiede un database con informazioni dettagliate di tutte le studentesse avvenenti del liceo che frequenta e si affida completamente ai consigli scritti sul libro di Kirara Mitsuboshi. Tutto questo non gli servirà a trovare la ragazza.
Yoshihiko Kenjō (剣城 美彦?, Kenjō Yoshihiko)
Doppiato da: Hideo Ishikawa (ed. giapponese), Alessandro Quarta (ed. italiana)
Amico di Kyoichi gioca nel club di baseball per hobby fino a quando non incontra Natsue Horikawa che lo convince a praticare lo sport impegnandosi sul serio.
Chiharu Nitta (新田 千春?, Nitta Chiharu)
Doppiata da: Kazusa Murai (ed. giapponese), Stella Musy (ed. italiana)
Iscritta nel club di atletica, ha sentimenti contrastanti verso Kyoichi. Durante il raduno estivo s'innamora di Yuki Okazaki, ma non viene corrisposta. Quando viene scoperta da Kyoichi mentre si sta baciando con Yuki, decide di concentrarsi sullo sport.
Aki Mizutani (水谷 亜紀?, Mizutani Aki)
Doppiata da: Yuri Shiratori (ed. giapponese), Francesca Manicone (ed. italiana)
Amica di Chiharu e Yumi, le piace andare a divertirsi con le amiche. Incontra per caso il suo ex delle medie Tsuyoshi Ueno appassionato di fotografia. Dopo qualche screzio si rimette insieme a lui.
Yumi Kazama (風間 有美?, Kazama Yumi)
Doppiata da: Miki Nagasawa (ed. giapponese), Monica Vulcano (ed. italiana)
Amica di Chiharu e Aki, non ha successo con i ragazzi a causa dei suoi gusti antiquati. Dopo aver rotto il nuovo portatile di Makoto è costretta ad aiutarlo a conquistare il cuore della sua migliore amica Erika Kawai.
Sayaka Kanzaki (神崎 さやか?, Kanzaki Sayaka)
Doppiata da: Fumiko Orikasa (ed. giapponese), Francesca Fiorentini (ed. italiana)
Sorella di Kyoichi.
Shoko Sayama (佐山 ショーコ?, Sayama Shōko)
Doppiata da: Yuka Imai (ed. giapponese), Federica De Bortoli (ed. italiana)
Natsue Horikawa (堀川 夏江?, Horikawa Natsue)
Doppiata da: Manabi Mizuno (ed. giapponese), Perla Liberatori (ed. italiana)
Chiharu (チハル・ライヒア?, Chiharu Raihia)
Doppiata da: Megumi Hayashibara (ed. giapponese), Laura Lenghi (ed. italiana)

## Doppiaggio
| Personaggio        | Doppiatore originale | Doppiatore italiano  |
| ------------------ | -------------------- | -------------------- |
| Kyoichi Kanzaki    | Ken'ichi Suzumura    | Patrizio Prata       |
| Makoto Kurumizawa  | Akira Ishida         | Davide Lepore        |
| Yoshihiko Kenjo    | Hideo Ishikawa       | Alessandro Quarta    |
| Chiharu Nitta      | Kazusa Murai         | Stella Musy          |
| Aki Mizutani       | Yuri Shiratori       | Francesca Manicone   |
| Yumi Kazama        | Miki Nagasawa        | Monica Vulcano       |
| Sayaka Kanzaki     | Fumiko Orikasa       | Francesca Fiorentini |
| Shoko Sayama       | Yuka Imai            | Federica De Bortoli  |
| Natsue Horikawa    | Manabi Mizuno        | Perla Liberatori     |
| Chiharu Reicha     | Megumi Hayashibara   | Laura Lenghi         |
| Takahiro Sorimachi | Ryōtarō Okiayu       | Gabriele Sabatini    |
| Mizuki Takano      | Junko Noda           | Barbara De Bortoli   |
| Lisa Fujiki        | Masayo Kurata        | Letizia Ciampa       |
| Keiko Kurumizawa   | Mika Doi             | Emanuela Baroni      |
| Kasai              |                      | Fabrizio Picconi     |
| Manabu Minagawa    | Michio Miyashita     | Luigi Ferraro        |
| Aya Kurihara       | Misato Fukuen        | Federica Bomba       |
| Ishimura           |                      | Francesco Meoni      |
| Ueno Tsuyoshi      | Yūji Ueda            | Corrado Conforti     |
| Kumi               | Izumi Handa          | Gemma Donati         |
| Kozue              |                      | Cristiana Farfalla   |
| Daisuke Nitta      | Yasunori Matsumoto   | Fabio Boccanera      |
| Nao Nitta          | Chie Ishibashi       | Valentina Mari       |
| Nishida            |                      | Marco De Risi        |

## Media

### Manga
Il manga è scritto da Masahiro Itabashi e disegnato da Hiroyuki Tamakoshi e pubblicato da Kōdansha. Le prime tre serie, pubblicate sulla rivista Weekly Shonen Magazine, sono le seguenti:
- BOYS BE… serializzato dal 1991 al 1997 e raccolto in 32 volumi (tankōbon);
- BOYS BE… 2nd Season serializzato dal 1997 al 2000 e raccolto in 20 volumi;
- BOYS BE… L CO-OP serializzato dal 2000 al 2001 e raccolto in 6 volumi.

In Italia è stata pubblicata solamente la seconda serie, con il semplice titolo di Boys Be..., dalla casa editrice Play Press, in 20 volumi dal 25 dicembre 2001 al 25 maggio 2005 a cadenza bimestrale, con alcune irregolarità, sempre il 25 del mese.
Dopo una pausa durata fino all'inizio del 2009, sono iniziate queste serie:
- BOYS BE…2009, una serie di web comic pubblicata sul portale della Kōdansha MiChao! da aprile 2009;
- BOYS BE… next season, pubblicata sulla rivista mensile Magazine Special da novembre 2009 al 20 febbraio 2012[2] e raccolto in 6 volumi;
- BOYS BE…〜adult season〜, pubblicata a cadenza trimestrale sulla rivista quindicinale seinen Evening da agosto 2012.[3]

A differenza dell'adattamento animato, il manga cambia protagonisti e ambientazioni di episodio in episodio, tenendo come unico filo conduttore l'amore adolescenziale per le prime serie, quello fra ragazzi già diplomati per next season e quello fra adulti nell'ultima serie.

### Dorama
Nel 1998 è stato tratto dal manga un dorama live action sperimentale composto da 13 episodi di 15 minuti l'uno, intitolato BOYS BE...Jr: nello stesso stile di PPOI! vede, tra i protagonisti, anche dei giovanissimi Jun Matsumoto, Tomohisa Yamashita e Tōma Ikuta. Il poco più grande Hideaki Takizawa introduce e presenta ogni storia: come nel manga, ogni episodio è una storia a sé con protagonisti diversi. In ogni episodio fino al sesto sono presenti una o due canzoni eseguite dagli attori durante la puntata, ed in tutti è presente una sigla finale, anch'essa eseguita dagli attori; alcune delle canzoni sono utilizzate più volte e cambiano collocazione, ed in tutto sono nove. È stato trasmesso da Nippon Television dal 4 ottobre al 27 dicembre 1998.

#### Episodi
| Nº | Giapponese 「Kanji」 - Rōmaji                                         | In onda          | In onda |
| Nº | Giapponese 「Kanji」 - Rōmaji                                         | Giapponese       |         |
| 1  | 「白熱！恋愛したい症候群」 - Hakunetsu! Ren'ai shitai shōkōgun        | 4 ottobre 1998   |         |
| 2  | 「キミと密かに以心電信!」 - Kimi to hisoka ni ishindenshin!           | 11 ottobre 1998  |         |
| 3  | 「舌戦!?乱戦!?No No Girl!!」 - Zessen!? Ransen!? No no girl!!         | 18 ottobre 1998  |         |
| 4  | 「マジカルキッスは誰がために!?」 - Majikaru kissu wa dare ga tameni!? | 25 ottobre 1998  |         |
| 5  | 「ON AIR! ボクの告白」 - On air! Boku no kokuhaku                     | 1º novembre 1998 |         |
| 6  | 「イミテーションカップル」 - Imitation Couple (Imitēshon Kappuru)     | 8 novembre 1998  |         |
| 7  | 「お邪魔DEカップル5×5」 - Ojama de kappuru 5 x 5                      | 15 novembre 1998 |         |
| 8  | 「初めてのデートは…」 - Hajimete no dēto wa...                        | 22 novembre 1998 |         |
| 9  | 「教えて!My teacher」 - Oshiete! My teacher                           | 29 novembre 1998 |         |
| 10 | 「イケてる男大改造計画」 - Iketeru otoko daikaizō keikaku             | 6 dicembre 1998  |         |
| 11 | 「初めての疑惑!?」 - Hajimete no giwaku!?                             | 13 dicembre 1998 |         |
| 12 | 「クリスマスは君と一緒に」 - Kurisumasu wa kun to isshoni             | 20 dicembre 1998 |         |
| 13 | 「最終回! Bestアカンデー大賞」 - Saishūkai! Best akandē taishō        | 27 dicembre 1998 |         |

### Anime
Un adattamento anime di tredici episodi, diretto da Masami Shimoda e prodotto da Hal Film Maker, è stato trasmesso sul canale satellitare WOWOW dall'11 aprile al 4 luglio 2000. A differenza del manga, l'anime di Boys Be... si concentra sugli alti e bassi amorosi di un gruppo di sei adolescenti alle prese con i primi innamoramenti. Ogni episodio comincia e termina con una frase filosofica, relativa alla storia dell'episodio. Protagonisti dell'anime sono Kyōichi e Chiaru, intorno alle cui vite nascono, crescono e muoiono i sentimenti dei loro compagni di scuola.

Copertina del terzo DVD dell'edizione italiana

L'anime è stato pubblicato in Italia da Dynit in tre DVD usciti rispettivamente il 6 giugno 2002 (quando l'azienda era ancora Dynamic Italia), il 24 marzo 2004 ed il 7 aprile 2004. I primi due contengono quattro episodi ciascuno, mentre l'ultimo cinque. Gli episodi sono disponibili per la visione in streaming su internet sul sito Popcorn TV da marzo 2013. In televisione è stata trasmessa sul canale digitale terrestre Ka-Boom dal 9 gennaio 2014.

#### Episodi
| Nº                                 | Titolo italiano • Titolo inglese Giapponese 「Kanji」 - Rōmaji | In onda        | In onda         |
| Nº                                 | Titolo italiano • Titolo inglese Giapponese 「Kanji」 - Rōmaji | Giapponese     | Italiano        |
| chapter: Spring (3 episodi)        | |                |                 |
| 1                                  | La danza dei ciliegi • Cherry Blossoms 「サクラ・フワリ」 - Sakura fuwari | 11 aprile 2000 | 9 gennaio 2014  |
| 1                                  | Aprile, stagione dell'hanami e dell'inizio dell'anno scolastico. Kyoichi Kanzaki percorre il viale che conduce alla scuola insieme a Chiharu Nitta, sua amica d'infanzia, soprannominata "il maschiaccio" per i modi spicci e perché appassionata di atletica leggera. Kyoichi, anche se è un po' restio ad ammetterlo, è innamorato di Chiaru ma non riesce a trovare il coraggio per dichiararsi. Un pomeriggio Kyoichi vede la sua amica insieme al suo istruttore di atletica, che sembra farle una dichiarazione d'amore. I rapporti tra i due ragazzi diventano molto freddi, fino a quando una sera Chiaru chiede a Kyoichi di accompagnarla nel parco per vedere i ciliegi in fiore; qui lei gli confida che il suo istruttore le ha dichiarato i suoi sentimenti, però lei vuole che il loro rapporto rimanga quello tra Senpai e kōhai. Sollevato, Kyoichi trova l'ispirazione per terminare un quadro che stava dipingendo raffigurante un ciliegio in fiore: sulla tela ha aggiunto dei realistici petali che cadono e una figura femminile di spalle che assomiglia a Chiaru. |                |                 |
| 2                                  | Un sorriso per l'angelo in lacrime • Memorial Essence 「涙の天使に微笑みを」 - Namida no tenshi ni hohoemi o | 18 aprile 2000 | 10 gennaio 2014 |
| 2                                  | Makoto Kurumizawa viene ricoverato in ospedale per un incidente stradale; qui conosce Mizuki Takano, una infermiera praticante della quale si invaghisce. Chiedendo l'aiuto di Lisa, una bimba ricoverata nello stesso ospedale con la quale Mizuki trascorre molto tempo, Makoto cerca di conquistare Mizuki; i suoi tentativi però mettono in difficoltà Mizuki che, anche a causa della sua imbranataggine, rischia di perdere il lavoro. Una sera Makoto vede Mizuki in lacrime; dopo averle offerto un caffè le tiene compagnia, e Mizuki gli confida che vuole diventare infermiera da quando, bambina come Lisa, trascorse un periodo in ospedale lontana dai genitori confortata solo dalle infermiere. La sera prima delle dimissioni Makoto vuole salutare Mizuki, ma lei è in ferie; la mattina successiva Makoto, dispiaciuto per non aver rivisto Mizuki, si accorge che lei lo attende all'uscita dell'ospedale per salutarlo. |                |                 |
| 3                                  | L'evoluzione di un amore sbocciato • After Kiss 「天然恋愛ノススメ」 - Tennen ren'ai nosusume | 25 aprile 2000 | 11 gennaio 2014 |
| 3                                  | Yoshihiko Kenjō, durante un allenamento di baseball, realizza un fuoricampo e spedisce la palla all'interno della biblioteca scolastica. Il ragazzo entra in biblioteca per cercare la palla e urta una scala sulla quale era salita una ragazza per rimettere a posto un libro. La ragazza cade, ma Yoshihiko riesce a prenderla tra le braccia evitandole una rovinosa caduta. La ragazza si avvicina a Yoshihiko e dopo averlo baciato se ne va; da quel momento Yoshihiko trascura il club del baseball per andare in biblioteca sperando di rivederla, ma l'unica cosa che riesce a fare è quella di leggere libri nei quali ambienta la sua "storia" con la sconosciuta spasimante che poi racconta ai suoi amici. I suoi compagni di classe, con l'aiuto del presidente del club di lettura, risolvono il mistero: la ragazza si chiama Aya, risiede in Francia e dopo essere stata per sei mesi in Giappone è dovuta ripartire per Parigi. Chiahru racconta tutto a Yoshihiko che, con il cuore triste per un amore irrealizzato, torna a dedicarsi con passione al baseball. |                |                 |
| chapter: Early Summer (1 episodio) | |                |                 |
| 4                                  | Irrealizzabile, nemmeno con tutti i sorrisi del mondo • Bittersweet Rain 「世界中の微笑みを集めてもかなわない」 - Sekaijū no hohoemi o atsumete mo kanawanai | 2 maggio 2000  | 12 gennaio 2014 |
| 4                                  | In piena stagione delle piogge Aki Mizutani, mentre attraversa il giardino botanico con le amiche Chiharu e Yumi Kazama, vede che un ragazzo è sotto la pioggia intento a fotografare delle ortensie. Aki si avvicina a lui e si accorge che è Tsuyoshi Ueno, il suo ex ragazzo appassionato di fotografia che frequentava alle medie. Dopo quell'incontro Aki ripensa spesso ai momenti passati con Tsuyoshi, riparandolo dalla pioggia mentre studiava le inquadrature per le foto da realizzare. I due hanno varie occasioni di rivedersi, Aki scopre che a breve ci sarà una mostra fotografica ma Tsuyoshi pare non avere intenzione di partecipare; Aki tenta di spronare il ragazzo dicendogli di aver parlato con i responsabili del giardino botanico: l'indomani sarà il giorno della massima fioritura delle ortensie. Il giorno successivo Aki, dopo aver saputo dagli amici che nel giardino botanico c'è un fotografo sotto la pioggia, corre a vedere se si tratta di Tsuyoshi; effettivamente il fotografo è lui, che dopo aver ritratto le ortensie ne approfitta per fare una foto ad Aki sorridente. Durante la mostra Aki, Chiharu e Yumi scoprono che Tsuyoshi ha esposto entrambe le immagini alla mostra fotografica, mentre la stagione delle piogge volge al termine. |                |                 |
| chapter: Summer (3 episodi)        | |                |                 |
| 5                                  | Il periodo della grande pesca • Feeling Blue 「太陽がまた輝くとき」 - Taiyō ga mata kagayaku toki | 9 maggio 2000  | 13 gennaio 2014 |
| 5                                  | Iniziano le vacanze estive e Kyoichi ha uno screzio con Chiharu: lui sta per andare con Makoto alla locanda sul mare gestita dai cugini di Chiharu e vorrebbe che venisse anche lei, ma Chiharu deve allearsi per le gare di atletica. Quando Kyoichi e Makoto giungono alla locanda trovano Nao, una ragazza attraente e dalla salute un po' cagionevole che Makoto cerca di sedurre; Daisuke, il fratello di Nao e titolare dell'esercizio, riporta subito all'ordine i due ragazzi mettendoli al lavoro. Sulla spiaggia Makoto e Kyoichi incontrano Aki e Yumi, ospiti privilegiate della locanda grazie all'aiuto di Chiharu. In un'assolata giornata Aki e Yumi aiutano Nao che, giunta sulla spiaggia nonostante le raccomandazioni del fratello, ha perso i sensi per il troppo caldo; la sera stessa Nao conduce i ragazzi su un'isoletta nei pressi della spiaggia per mostrare loro lo spettacolo delle "lucciole di mare": piccoli crostacei che emettono una suggestiva luce bluastra. Nei giorni successivi Chiharu riceve un biglietto di incitamento da parte di Kyoichi che il ragazzo stava realizzando poco prima di partire per l'isola delle lucciole di mare. |                |                 |
| 6                                  | Voglio darti il cielo azzurro • Baseball Lovers 「青空をあげたい」 - Aozora o agetai | 16 maggio 2000 | 14 gennaio 2014 |
| 6                                  | Mentre il Kōshien giunge alle fasi finali, Yoshihiko perde nuovamente interesse per il baseball; l'allenatore lo obbliga a presentarsi insieme alla squadra e quando Yoshihiko entra in campo vede che sul monte di lancio c'è un nuovo giocatore: si tratta di Natsue Horikawa, la manager della squadra. Natsue chiede a Yoshihiko di aiutarla a realizzare il suo desiderio di giocare nel Kōshien, ma le regole del torneo impediscono alle ragazze di parteciparvi. Natsue è delusa, ma Yoshihiko la allena comunque; tra i due nasce un legame che giorno dopo giorno si rafforza, portandoli anche a trascorrere una giornata insieme in piscina. Durante la semifinale del Kōshien Yoshihiko si infortuna al braccio destro; sconsolato pensa di ritirarsi ma Natsue, che non può partecipare alla gara a causa del regolamento, lo convince a partecipare in un ruolo secondario. Qualche tempo dopo il torneo Yoshihiko è guarito; mentre tenta di ribattere i lanci di Natsue si rende conto che, forse, lei sta diventando qualcosa di più di un'amica per lui. |                |                 |
| 7                                  | La fine dell'estate • Wind-Bell 「夏の終わり」 - Natsu no owari | 23 maggio 2000 | 15 gennaio 2014 |
| 7                                  | Kyoichi e Makoto sono ancora al mare, mentre Aki e Yumi raggiungono Chiharu dove si sta allenando con il club di atletica. Chiharu intanto ha conosciuto Yuki Okazaki, uno studente all'ultimo anno di università in vacanza, che sembra interessato a lei. Durante un allenamento Chiharu si infortuna ed è costretta a prendersi qualche giorno di riposo; ne approfitta per fare lunghe passeggiate nel bosco dove incontra spesso Yuki, con il quale trascorre molto tempo. Lentamente Chiaru scopre di essere attratta da Yuki; una sera telefona a Kyoichi per dirgli che teme di essersi innamorata di un altro, ma lui non riesce a comprendere le parole di Chiharu per il rumore di fondo. Chiharu fissa un incontro con Yuki: l'indomani lui dovrà rientrare a Tokyo per riprendere gli studi e tornare dalla sua fidanzata. Yuki e Chiharu trascorrono tutta la notte insieme parlando dei loro progetti; alla mattina i due si separano alla stazione di Takahara. Qui Chiharu, dopo essere scesa sall'auto di Yuki, torna indietro e lo bacia prima che lui se ne vada.; nello stesso momento Kyoichi e Makoto sono giunti alla stazione per fare una sorpresa a Chiharu. La ragazza rimane sconvolta quando si accorge che Kyoichi ha assistito al bacio tra lei e Yuki. |                |                 |
| chapter: Autumn (3 episodi)        | |                |                 |
| 8                                  | Rondò - Luna d'autunno • Swallow 「輪舞〜十六夜月」 - Rinbu ~ Jūroku yoru tsuki | 30 maggio 2000 | 16 gennaio 2014 |
| 8                                  | Kyoichi, dopo aver rotto con Chiharu, inizia a frequentare Shoko Sayama, una sua compagna di classe dal carattere forte. Shoko confida a Kyoichi che in realtà è una persona dal carattere timido, che ha deciso di diventare più spavalda quando la sua migliore amica si fidanzò con il ragazzo che amava ma al quale non si era dichiarata. Shoko ha la passione per il rock e vorrebbe fare un provino per i "Sails", un gruppo che adora e che sta cercando una cantante; dopo aver visto l'esibizione di un'aspirante al posto di cantante Shoko pensa di farsi indietro, ma Kyoichi la incita a tentare di realizzare il suo sogno. Una sera Kyoichi, dopo aver dimenticato un appuntamento con Shoko, si mette alla ricerca della ragazza: dopo averla trovata a notte fonda lei gli confida che, dopo aver cantato un brano dei "Sails" al karaoke, si è accorta che esibirsi in pubblico le dà una forza immensa. L'indomani Shoko si ritira dalla scuola: ha raggiunto Osaka per partecipare alle selezioni per la nuova cantante dei "Sails". |                |                 |
| 9                                  | Le categorie della felicità • Leaves 「幸せのカテゴリー」 - Shiawase no kategorī | 6 giugno 2000  | 17 gennaio 2014 |
| 9                                  | Usando un programma per il calcolo dell'affinità di coppia, Makoto individua in Erika Kawai la partner ideale; lei però, secondo Yumi che la conosce bene, non ha alcun interesse in comune con Makoto e il ragazzo correrebbe il rischio di essere rifiutato. Yumi rompe il portatile di Makoto; per farsi perdonare Makoto vuole che convinca Erika a uscire con lui. Yumi mette alla prova Makoto invitandolo a uscire con lei, che si comporterà come farebbe Erika per far capire al ragazzo i gusti della ragazza che desidera; dopo alcuni screzi i due trascorrono una bella giornata, e Makoto si sente pronto per uscire con Erika. Dopo qualche tempo Makoto esce con Erika: mentre ripercorre le tappe del suo appuntamento con Yumi si accorge che lei è molto più disponibile e alla mano di come la dipingeva Yumi. Erika, approfittando dell'assenza di Makoto, trova un'agenda con dei consigli di Yumi a Makoto per conquistarla, ma anche la foto che i due si sono fatti al loro appuntamento. A questo punto Erika se ne va; Makoto, sconsolato, giunge al parco dove trova Yumi seduta da sola su una panchina, e rimane in sua compagnia. |                |                 |
| 10                                 | Abbracciando la notte insonne • Solitary Cross 「眠れない夜を抱いて」 - Nemurenai yoru o kakaite | 13 giugno 2000 | 18 gennaio 2014 |
| 10                                 | Da un po' di tempo Kyoichi soffre di solitudine e depressione; al club di arte scopre che Yokota, uno dei suoi compagni di club, è anche un collega alla videoteca dove lavora part time. Yokota è innamorato di Reiko Aida, ma è talmente timido che non è mai riuscito a dichiararle i suoi sentimenti; parlando con Kyoichi gli confda che anche lui prova quel senso di solitudine descritto dal suo collega. Tra Kyoichi e Yokota nasce un rapporto di forte amicizia; Kyoichi incita Yokota a dichiararsi a Reiko, anche se lui ha paura delle conseguenze di un rifiuto. Yokota accetta il consiglio di Kyoichi e si presenta alla porta di casa di Reiko. Più tardi Yokota raggiunge Kyoichi al club di arte: Reiko lo ha rifiutato, ma la cosa gli ha dato una grande forza e ora non prova più quel senso di solitudine che lo assillava. Nei giorni successivi Kyoichi riesce a salutare Chiharu mentre lei si sta allenando: Chiharu ricambia il saluto, e da quel momento anche Kyoichi smette di sentirsi solo. |                |                 |
| chapter: Winter (2 episodi)        | |                |                 |
| 11                                 | Prima che arrivi l'inverno • First Snowfall 「冬が来る前に」 - Fuyu ga kuru maeni | 20 giugno 2000 | 19 gennaio 2014 |
| 11                                 | Yoshihiko da alcuni giorni si chiede come mai Natsume lo chiami molto spesso; mentre è immerso nei suoi pensieri si scontra con una bella ragazza vestita da Babbo Natale: si tratta di Junna Morio, una idol fuggita dal set dove dovrebbe realizzare un servizio fotografico. La ragazza ha deciso di prendersi qualche ora di riposo, e riesce a convincere Yoshihiko a stare vicino a lei per proteggerla dall'esuberanza dei fan che cercano di avere un contatto con la loro beniamina. I due girano per tutta la città, quando in tarda serata salgono su una ruota panoramica; qui Junna confida a Yoshihiko che sta cercando il suo fidanzato, impegnato sul set delle riprese di un film, per trascorrere un po' di tempo con lui prima che riparta. Alla fine Junna riesce a incontrare il fidanzato e Yoshihiko, dopo aver compreso che anche Natsume avrebbe voluto trascorrere un po' di tempo con lui, telefona alla ragazza: dal cielo inizia a cadere la neve, e solo parlando con lei Yoshihiko si rende conto che quella sera è la vigilia di Natale. |                |                 |
| 12                                 | Il giuramento dei mille anni • End to Beginning 「1000年の誓い」 - Chitose no chikai | 27 giugno 2000 | 20 gennaio 2014 |
| 12                                 | 31 dicembre 2000, su questa data girano varie leggende metropolitane: Natsume crede che il momento del passaggio al nuovo millennio porti fortuna alle coppie, che se lo trascorreranno insieme saranno uniti per tutta la vita, mentre Yumi e Makoto credono l'esatto contrario, cioè che le coppie che saranno insieme in quel momento saranno destinate a separarsi; Aki è ancora più drastica e crede a una delle profezie di Nostradamus secondo la quale il mondo finirà il 31 dicembre 2000. Chiharu ascolta la versione di Natsume, e vorrebbe trascorrere l'inizio dell'anno con Kyoichi; lui però sente il racconto di Yumi e Makoto e proprio perché tiene a Chiharu vorrebbe trascorrere l'inizio dell'anno lontano da lei. La mezzanotte del 31 dicembre vede varie situazioni: Aki si rinchiude in camera leggendo i tarocchi per trarne auspici, Natsume e Yoshihiko trascorrono tutta la serata insieme mentre Yumi e Makoto si incontrano soltanto dopo la mezzanotte. Kyoichi fa di tutto per evitare Chiharu; allo scoccare della mezzanotte viene urtato da una ragazza che corre: si tratta proprio di Chiharu, capitata per caso nel luogo dove c'è anche lui. Chiharu prova a chiedere a Kyoichi se creda alle leggende su quel momento, ma lui scappa dicendo di non farci caso; Chiahru, non sapendo che Kyoichi in realtà ricambia i sentimenti verso di lei, formula il desiderio di aspettarlo fino a quando si deciderà a dichiararle il suo amore. |                |                 |
| chapter: Next Season (1 episodio)  | |                |                 |
| 13                                 | Il limite delle tracce • Let It Be 「軌跡の果て」 - Kiseki no hate | 4 luglio 2000  | 21 gennaio 2014 |
| 13                                 | Vacanze estive, mentre Chiharu frequenta un corso di preparazione agli esami universitari Kyoichi decide di andare in Hokkaidō per mettere ordine nella sua vita e avere l'ispirazione per dipingere dei quadri, immergendosi negli splendidi panorami del luogo. Una volta giunto sull'isola, Kyoichi perde l'autobus che dovrebbe condurlo in campagna perché si scontra con una procace ragazza bionda; per rimediare al guaio la ragazza si offre di accompagnare Kyoichi nel suo tour dell'isola con la sua motocicletta. Durante il viaggio Kyoichi scopre che la ragazza è un'artista (crea delle sculture in legno), ha un padre finlandese e una madre giapponese e si diverte a raccontare storie inverosimili sul suo passato per prendersi gioco di lui. Dopo che Kyoichi ha realizzato degli schizzi in aperta campagna, la ragazza lo porta nel suo alloggio — un magazzino riadattato ad abitazione — e qui finalmente rivela il suo nome: Chiharu. Dopo aver osservato i disegni di Kyoichi confida al ragazzo che li trova un po' freddi, come se non fosse riuscito a trasmettere le emozioni provate mentre vedeva quei luoghi dal vivo. Al mattino successivo i due si separano; Kyoichi rientra a Tokyo e sulla via di casa incontra la "sua" Chiharu, l'amica d'infanzia della quale è innamorato: Chiharu accoglie Kyoichi con un "bentornato", come si saluta un familiare che rientra a casa dopo una giornata di lavoro.                               |                |                 |

#### Colonna sonora
Sigle di apertura
1. Daijōbu (だいじょうぶ? lett. "Tutto bene") cantata da Aki Maeda (episodi 1-12)
2. Hatsukoi (初恋? lett. "Primo amore") cantata da Yuka Imai (episodio 13) (cover di una canzone del 1993 di Kōzō Murashita)

Sigle di chiusura
1. Minna ga ii ne (みんながいいね? lett. "Sono tutti a posto, vero?") cantata da Aki Maeda (episodi 1-7 e 9-12)
2. My Tomorrow (lett. "Il mio domani") cantata da Yuka Imai (episodio 8)
3. Daijōbu (だいじょうぶ? lett. "Tutto bene") cantata da Aki Maeda (episodio 13)

Altre canzoni
- Naisho no kimochi (内緒の気持ち? lett. "La sensazione della segretezza") cantata da Aki Maeda (episodio 1)
- Where Is My Paradise (lett. "Dov'è il mio paradiso") cantata da Yū Asakawa (episodio 8)
- Memoria cantata da Kazuko Hamano (episodio 8)
- Truth (lett. "Verità") cantata da Kasumi Matsumura (episodio 8)